# Overkill (Men at Work)
Overkill è un singolo del gruppo musicale australiano Men at Work, pubblicato nel marzo 1983 come secondo estratto dal secondo album in studio Cargo.

## Descrizione
La canzone si discosta dallo stile spensierato di brani come Down Under, caratterizzandosi per la sua vena malinconica. Fu comunque un grande successo, raggiungendo il terzo posto negli Stati Uniti, il quinto in Australia e Norvegia e il sesto in Canada. Il video musicale è stato girato presso il quartiere St Kilda di Melbourne, in Australia.
Il brano è stato presentato in Italia nell'estate 1983 durante le rassegne canore Azzurro e Un disco per l'estate.

## Tracce
- 7"

1. Overkill
2. Till The Money Runs Out

## Classifiche
| Classifica (1983)             | Posizione massima |
| ----------------------------- | ----------------- |
| Australia                     | 5                 |
| Belgio (Fiandre)              | 26                |
| Canada                        | 6                 |
| Germania                      | 30                |
| Irlanda                       | 9                 |
| Italia                        | 12                |
| Norvegia                      | 5                 |
| Nuova Zelanda                 | 24                |
| Paesi Bassi                   | 15                |
| Regno Unito                   | 21                |
| Stati Uniti                   | 3                 |
| Stati Uniti (mainstream rock) | 3                 |
| Sudafrica                     | 20                |

## Nella cultura di massa
Nel primo episodio della seconda stagione di Scrubs - Medici ai primi ferri è presente un cameo di Colin Hay che esegue una versione acustica del brano, seduto in sedia a rotelle.